# Cuerpo de Abogados del Estado
El Cuerpo de Abogados del Estado es un cuerpo de funcionarios públicos de la Administración General del Estado de España. Su función es asesorar, representar y defender jurídicamente al Estado, sus organismos autónomos y algunos órganos constitucionales.
El Cuerpo está formado por licenciados o graduados en Derecho que acceden al mismo mediante oposición, y dependen de la Abogacía General del Estado, que forma parte del Ministerio de Presidencia, Justicia y Relaciones con las Cortes como una subsecretaría.

## Origen
Los orígenes de este cuerpo de funcionarios está en el Real Decreto de 28 de diciembre de 1849, que creó la Dirección de lo Contencioso, dentro del Ministerio de Hacienda, y estaba formada por «Letrados, versados en la ciencia de la Administración y en la práctica de los negocios de los diversos ramos de la Hacienda pública». Posteriormente, también se crearon en 1868 los Oficiales Letrados de Hacienda y, en 1881, se dio un definitivo impulso con la creación del actual Cuerpo de Abogados del Estado, unificando así todos los cuerpos asesores del Departamento. Por aquel entonces únicamente tenían funciones asesoras y no será hasta 1886 que también empezaron a defender a la Administración en los procesos judiciales.

## Abogados del Estado
Muchos de sus miembros han alcanzado altos cargos en la política. Entre ellos, José Calvo Sotelo, Ramón Serrano Suñer, Licinio de la Fuente, el exvicepresidente del Gobierno Alfonso Osorio, el exministro Alberto Oliart, así como la exministra de Defensa María Dolores de Cospedal, la exvicepresidenta del Gobierno Soraya Sáenz de Santamaría, el alcalde de Madrid José Luis Martínez-Almeida y otros políticos, como Jorge Buxadé, Macarena Olona o Edmundo Bal.  
Otros han ocupado altos cargos vinculados a la Casa Real, como Jaime Alfonsín, antiguo Jefe de la Casa Real, o  María Dolores Ocaña Madrid, secretaria privada de la Reina Letizia. También destacan aquellos que han accedido a la magistratura del Tribunal Supremo, como Luis María Díez-Picazo, o del Tribunal de Justicia de la Unión Europea, como Rosario Silva. 
Muchos han alcanzado asimismo puestos de relevancia en las principales empresas españolas, como Pablo Isla, Mario Conde, Óscar García Maceiras, Pedro Guerrero, Rodrigo Echenique, Jaime Pérez Renovales oAntonio Abril; otros muchos en la abogacía de los negocios, como Leopoldo González-Echenique, Marta Silva, Gonzalo Jiménez-Blanco, Sebastián Albella o Lourdes Centeno. 
Igualmente, otros integrantes del Cuerpo han destacado por su labor académica, publicando diversas obras como José Calvo Sotelo, el pensador Joaquín Costa o el escritor Antonio Pau, entre otros. Cuenta también como miembro destacado, en las vertientes política, religiosa y educativa, a Ángel Herrera Oria, presidente de la Asociación Católica Nacional de Propagandistas y cardenal de la Iglesia Católica.[cita requerida]